# Георг Віттіг
Гео́рг Ві́ттіг (нім. Georg Wittig; 16 червня 1897, Берлін — 26 серпня 1987, Гайдельберг) — німецький хімік-органік, лауреат Нобелівської премії з хімії (1979, спільно з Г. Ч. Брауном).

## Біографія
Навчався в Тюбінгенському (до 1916) і Марбурзькому (1923–1926) університетах. До 1932 року працював в Марбурзькому університеті, з 1923 доктор. У 1932–1937 професор Вищої технічної школи в Брауншвайгу, в 1937–1944 Фрайбурзького, в 1944–1956 Тюбінгенського і з 1956 Гайдельберзького університету (з 1967 почесний професор у відставці).
Дослідження присвячені синтезу складних і важкодоступних органічних сполук. Методом літійгалогенного обміну отримав (1938) різні літійорганічні сполуки, зокрема ο-літійфторбензол. Висунув (1942) гіпотезу про утворення в реакціях за участю ο-літійфторбензолу проміжної сполуки з малим часом життя — дегідробензолу, і надалі підтвердив її існування, синтезувавши на її основі багатоядерних ароматичних сполук, зокрема полімери бензолу. Показав, що цикли, які містять α-β високонеграничні зв'язки, схильні утворювати полімери трубчастої або спіралеподібної структури. Відкрив (1942) перегрупування простих ефірів у спирти під дією феніллітія (перегрупування Віттіга).
У 1940-х роках поставив завдання створення молекул, у яких 5 органічних груп утворюють ковалентні зв'язки з елементами V групи періодичної таблиці, такими, як Нітроген, Фосфор і Арсен. Отримав (1945) сполуку, що стала першим представником класу ілідів — біполярних іонів, у яких позитивно заряджений атом (Нітроген, Фосфор тощо) ковалентно зв'язаний з негативно зарядженим атомом Карбону.
Синтезував пентафенілфосфор (1952). Здійснив багатостадійний синтез фенантренів відновленням ефірів заміщених 2,2'-діфенілкарбонових кислот (1958). Відкрив (1954) реакцію отримання олефінів з карбонільних сполук і алкіліденфосфоранів (реакція Віттіга). Відкрив (1954) реакцію приєднання фосфінметиліденів до альдегідів та кетонів з утворенням подвійного вуглець-кисневого зв'язку. Ці результати Віттіга знайшли широке застосування, наприклад, у промисловому синтезі вітаміну A, похідних вітаміну D, стероїдів тощо.
Синтезував триптицен (1956). Довів (1960–1961) проміжне утворення циклоалкінів З 5-С 7 при окисленні відповідних біс-гідразонів у присутності високоактивних компонентів реакції Дільса — Альдера (фенілазид і 2,5-дифе-3,4-бензофуран). Встановив (1971) методом ядерного магнітного резонансу будову ароматичного пропелану.
Член ряду академій наук і наукових товариств: Гайдельберзька академія наук та ін.. Відзначений численними міжнародними нагородами та відзнаками. У тому числі: Медаль Адольфа фон Байєра (1953) Німецького хімічного товариства, Почесний доктор Сорбонни (1957), Почесний доктор університетів Тюбінгена і Гамбурга (1962), Срібна медаль університету Гельсінкі, Премія Отто Гана з фізики та хімії (1967), Медаль Пауля Каррера Цюрихського університету (1972), Нагорода Роджера Адамса Американського хімічного товариства (1973), Премія Карла Ціглера (1975), Нобелівська премія (1979).